# 綠川幸
綠川幸（日语：／ Midorikawa Yuki，1976年5月23日—），日本漫畫家。女性。出身於熊本縣。《夏目友人帳》目前正在《LaLa》上連載。

## 來歷
綠川幸從中學時期開始就立志成為漫畫家。1998年，她以《偷花賊》獲得第74屆LMS最佳新人獎。同年，獲得第18屆LMG新人出道獎，並登上《LaLa DX》（白泉社）11月號，從而出道。
1998年，短篇《魔音少年》（白泉社）在雜誌《LaLa》上發表，受到歡迎，並於隔年（1999年）在《LaLa》上連載。2000年，以此作品獲得第25屆白泉社雅典娜新人大獎優秀獎。
2003年，《夏目友人帳》以短篇方式發表於《LaLa DX》。後來它被做成系列，並於2007年移至《LaLa》雜誌開始連載。該書至第5冊總銷售量約80萬冊。該作品於2008年改編成電視動畫。該作品也被文化廳舉辦的2009年第13屆日本新媒體動漫藝術節漫畫部門評審委員會選為推薦作品。
2013年8月，舉辦「夏目友人帳原畫展 ～綠川幸的世界～」。展覽展出了以《夏目友人帳》為主題的150多幅原畫，包括早期作品的彩色原畫。
2024年，綠川幸與白泉社共同榮獲「第3屆熊日漫畫文化獎」。其作品也因其對支持2020年7月暴雨後的恢復工作所做的貢獻而受到認可。

## 人物
筆名「綠川」取自熊本縣一條河的名字。此外，許多角色的姓氏都取自熊本的地名（《魔音少年》中的辛島→熊本市辛島町、本→坂本停車場等）。
B型血。

## 作品列表

### 連載
- 魔音少年（《LaLa》《LaLa DX（日语：LaLa DX）》1998年—2001年）
- （《LaLa》2001年）—全3回。未收錄於單行本。
- 緋色的椅子（日语：緋色の椅子）（《LaLa DX》2001年—2004年）
- 夏目友人帳（《LaLa DX》《LaLa》2003年—連載中）—2008年起改編成動畫[10]。

### 短篇
- 偷花賊（《LaLa DX（日语：LaLa DX）》1998年5月號）—收錄於《魔音少年》第2冊。
- （《LaLa DX》1998年11月號）—收錄於《魔音少年》第2冊。
- （《LaLa》1999年5月號）—收錄於《炎熱的日子》。
- （《LaLa》2000年9月號）—收錄於《夏目友人帳》第7冊。
- 炎熱的日子（日语：アツイヒビ）（《LaLa DX》2001年9月號）—收錄於《炎熱的日子》。
- （《LaLa DX》2001年11月號）—收錄於《炎熱的日子》。
- （《LaLa DX》2002年3月號）—收錄於《炎熱的日子》。
- 螢火之森（《LaLa DX》2002年7月號）—收錄於《螢火之森》。2011年上映電影動畫。
- （《LaLa DX》2002年11月号） - 『蛍火の杜へ』に収録。
- （《LaLa》2003年1月號）—收錄於《螢火之森》。
- （《LaLa》2003年4月號）—收錄於《螢火之森》。
- （《LaLa》2003年8月號）—收錄於《珍藏版 螢火之森》。
- （《LaLa》2004年10月號）—收錄於《夏目友人帳》第6冊。
- （《LaLa DX》2004年11月號）—未收錄於單行本。
- （《LaLa DX》2005年3月號）—收錄於《珍藏版 螢火之森》。
- （《LaLa》2015年5月號）—未收錄於單行本。
- （《LaLa》2020年6月號）—未收錄於單行本。

### 書籍
- 《魔音少年》，白泉社〈花與夢Comics（日语：花とゆめコミックス）〉2000年—2001年，全3冊
  - （文庫版）白泉社〈白泉社文庫〉2008年，全2冊
- 《炎熱的日子（日语：アツイヒビ）》，白泉社〈花與夢Comics〉2002年，短篇集
- 《螢火之森》，白泉社〈花與夢Comics〉2003年，短篇集
  - （珍藏版）白泉社〈花與夢Comics Special〉2011年
- 《緋色的椅子（日语：緋色の椅子）》，白泉社〈花與夢Comics〉2002年—2004年，全3冊
  - （文庫版）白泉社〈白泉社文庫〉2012年，全2冊
- 《夏目友人帳》，白泉社〈花與夢Comics〉2005年—刊行中，已出版32冊（截至2025年4月4日）

## 相關人物
田中機械
《LaLa》同期好友。
林美香瀨
有幫助綠川完成原稿的經驗。
天乃忍
有幫助綠川完成原稿的經驗。
時計野針
有幫助綠川完成原稿的經驗。
草川為
被綠川稱關係密切的漫畫家。
可歌真都
被綠川稱關係密切的漫畫家。
仲野惠美子
被綠川稱關係密切的漫畫家。

## 外部連結
- （日語）—白泉社官網頁面。
- 綠川幸的X（前Twitter） （日語）
- 夏目友人帳｜白泉社 （日語）